# Mukwonago (condado de Waukesha, Wisconsin)
Mukwonago es un pueblo ubicado en el condado de Waukesha en el estado estadounidense de Wisconsin. En el Censo de 2010 tenía una población de 7.959 habitantes y una densidad poblacional de 99,03 personas por km².

## Geografía
Mukwonago se encuentra ubicado en las coordenadas 42°53′23″N 88°22′22″O / 42.88972, -88.37278. Según la Oficina del Censo de los Estados Unidos, Mukwonago tiene una superficie total de 80.37 km², de la cual 76.39 km² corresponden a tierra firme y (4.95%) 3.98 km² es agua.

## Demografía
Según el censo de 2010, había 7.959 personas residiendo en Mukwonago. La densidad de población era de 99,03 hab./km². De los 7.959 habitantes, Mukwonago estaba compuesto por el 97.09% blancos, el 0.35% eran afroamericanos, el 0.28% eran amerindios, el 0.63% eran asiáticos, el 0% eran isleños del Pacífico, el 0.36% eran de otras razas y el 1.29% pertenecían a dos o más razas. Del total de la población el 2.59% eran hispanos o latinos de cualquier raza.